# Pisara hyalospila
Pisara hyalospila är en fjärilsart som beskrevs av George Francis Hampson 1914. Pisara hyalospila ingår i släktet Pisara och familjen trågspinnare. Inga underarter finns listade i Catalogue of Life.